# Zabłudów
Zabłudówⓘ (em bielorrusso: Заблудаў — Zabłudaŭ, em iídiche: זאַבלודאָווע — Zabludowe) é um município no nordeste da Polônia. Pertence à voivodia da Podláquia, no condado de Białystok. É a sede da comuna urbano-rural de Zabłudów. O município pertence à aglomeração de Białystok.
Estende-se por uma área de 14,3 km², com 2 476 habitantes, segundo o censo de 31 de dezembro de 2024, com uma densidade populacional de 173 hab./km².
O município é sede das paróquias:
- Católica — dos Apóstolos Pedro e Paulo, pertencentes à metrópole de Białystok, arquidiocese de Białystok, forania de Białystok — Dojlidy;
- Ortodoxia — Dormição da Santíssima Mãe de Deus, pertencente à diocese de Białystok e Gdańsk, forania de Białystok.

## Localização
Zabłudów está localizada a cerca de 20 km a sudeste de Białystok. Faz parte da aglomeração de Białystok.
Segundo dados de 31 de dezembro de 2023, a área da cidade era de 14,3 km².
A estrada nacional n.º 19, Białystok-Lublin, atravessa a cidade. A estrada provincial n.º 685, ligando a estrada nacional n.º 19 com Hajnówka, também começa aqui.
A comunicação com Białystok é fornecida por numerosos linhas de empresas de transporte, principalmente a PKS, que atravessam a cidade. A PKS Białystok fornece a maioria das conexões.
No final do século XVIII, a cidade dos magnatas do condado de Zabłudowski estava localizada no condado de Grodno, da voivodia de Troki. Nos anos 1975–1998 a cidade pertenceu administrativamente à voivodia de Białystok.

## História
Antes de 1525, Aleksander Chodkiewicz (que morreu em 1549) recebeu a Floresta Błudowska do rei Sigismundo I, o Velho. Em 1550 já existia a casa senhorial de Zabłudów. A cidade foi fundada em um local anteriormente subdesenvolvido e desabitado em 1553 sob a lei de Magdeburgo graças aos esforços de Grzegorz Chodkiewicz e o consentimento de Sigismundo II Augusto com direito a um mercado e duas feiras. A então mansão Chodkiewczów em Zabłudów, localizada a sudeste da praça do mercado, tornou-se o centro de extensas propriedades de Zabłudów e esta sede, como a cidade, foi significativamente ampliada na segunda metade do século XVI. Em 1563 ou 1567, Grzegorz Chodkiewicz fundou uma igreja católica e uma igreja ortodoxa em Zabłudów. Zabłudów tornou-se um importante centro da Reforma Protestante muito cedo. Em 1567, uma casa de impressão foi fundada aqui, que também servia aos evangélicos, e o conhecido proprietário de terras Szymon Budny traduziu aqui para o dialeto ruteno ocidental “A justificação de um homem pecador diante de Deus” e “Catecismo”. Depois de Grzegorz Chodkiewicz, Grande Hetman da Lituânia, a propriedade de Zabłudów foi passada para seus filhos — primeiro para Andrzej, o sucessor lituano, e depois para Aleksander, starosta de Grodno e Mohyla. Após a morte sem filhos de Aleksander em 1578, sua irmã Anna, esposa do voivoda Paweł Pac, assumiu metade da propriedade. Parte da propriedade foi então assumida pela família Sapieha e, em 1580, sob a vontade de Paweł Sapieha, a família Sanguszko assumiu esta parte.
Cerca de 1600 por 30 mil grosz, Zabludów foi comprada pelo hetman de campo e o voivoda de Vilnius, Krzysztof Radziwiłł, após o qual seu filho Krzysztof II Radziwiłł assumiu os bens. Ele fundou e doou a igreja calvinista em Zabłudów, construída entre a praça do mercado e a lagoa da mansão (esta igreja existiu até cerca de 1860). Uma reitoria, hospital e escola foram construídos ao lado da congregação. Depois de 1622, a cidade foi cercada por muralhas, conforme mencionado na portaria de Janusz Radziwiłł de 1635. Logo, o movimento de reforma floresceu. Os edifícios senhoriais estavam localizados na margem do rio Rudnie, em frente à cidade, e um dique levava a ele. Em 1638, os judeus foram autorizados a construir uma sinagoga na cidade. Antes de 1655, na igreja ortodoxa da Dormição da Mãe de Deus, foi construído um mosteiro sob a mesma invocação, fundado por Janusz e Maria Radziwiłł.
Em 1654, o rei João II Casimiro Vasa aprovou a Lei de Magdeburgo para a cidade e concedeu-lhe um brasão com um unicórnio. Em 25 de dezembro de 1659, a cidade foi incendiada pelo exército de Moscou de Ivan Chowanski, que assassinou os habitantes reunidos na missa na igreja. Nos anos 1663–1664, a residência Radziwiłł foi renovada sob a supervisão do então administrador da propriedade — Swinarski. Nessa altura existia um palácio com alpendre e balaustradas esculpidas, situado numa colina próxima ao vale do rio. Era adjacente a um pomar recém cercado, um jardim e um zoológico, e um pátio cercado por estábulos, celeiros e outras dependências, e no rio, entre a residência e a cidade, havia um grande lago. Em 1662, os arianos estavam escondidos em Zabłudów: Zbigniew Morsztyn, Samuel Mierzyński e Maciej Podłkowski. Seu último sínodo ocorreu aqui, e sua igreja local sobreviveu até 1860.
Em 1685, um incêndio destruiu a igreja católica e a igreja evangélica.

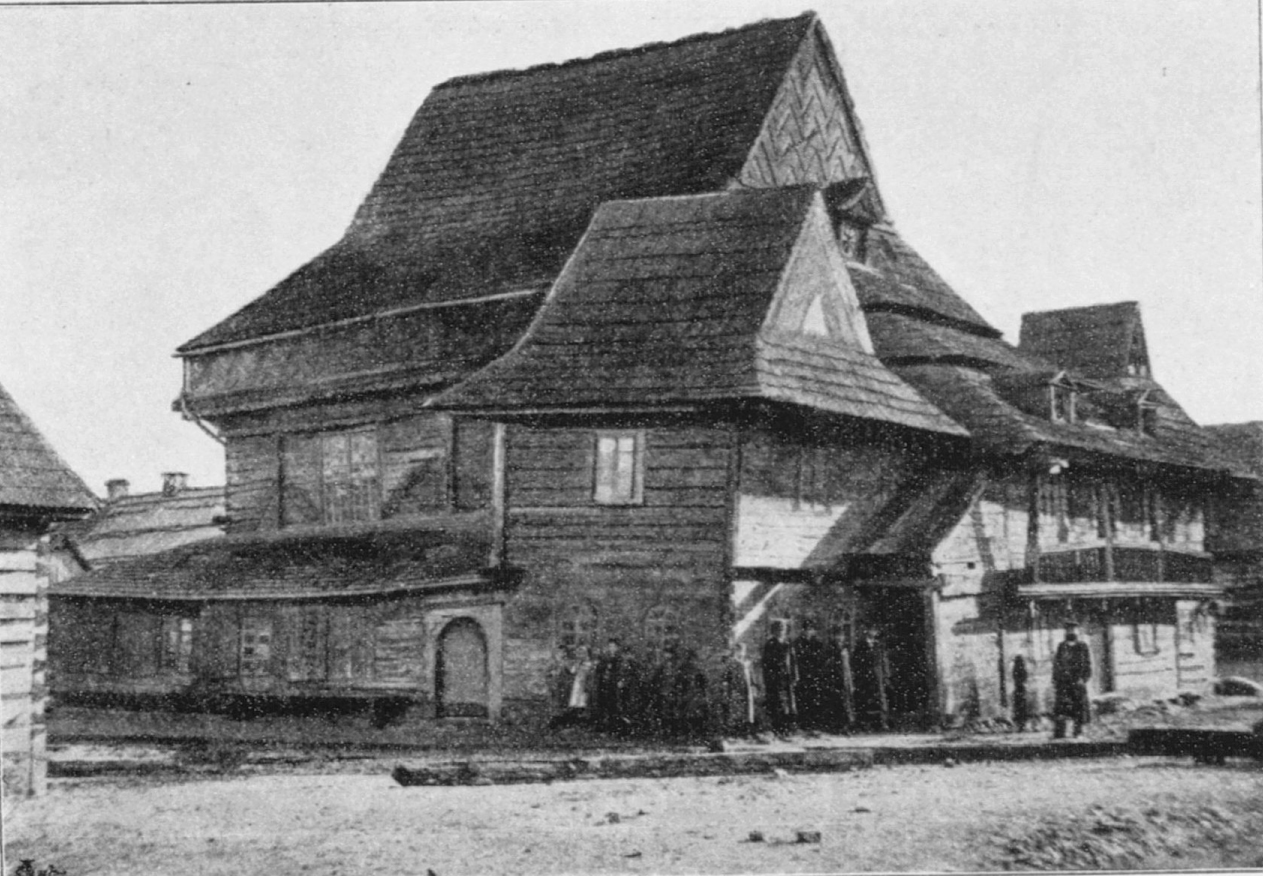
Sinagoga de madeira de 1646, destruída em 1941

Por volta de 1748, a família Radziwiłł erigiu em Zabłudów um espaçoso palácio de tijolos coberto de azulejos, com claustros e um anexo, e vários outros edifícios. Os jardins foram decorados no estilo barroco. A lagoa da residência também foi reconstruída e uma segunda lagoa foi cavada ao lado dela. Duas estradas da cidade corriam ao longo dos diques com pontes. Duas lagoas também foram cavadas no pomar. Também foram realizados trabalhos de restauração das igrejas ortodoxa e católica, que, no entanto, foi finalmente demolida em 1800 e substituída por uma nova. O traçado da cidade foi regulamentado e ampliado no estilo barroco no século XVIII.
A partir de 1795 no domínio prussiano, desde os Tratados de Tilsit, em 1807, sob o domínio russo. O próximo proprietário de Zabłudów foi Dominik Hieronim Radziwiłł, casado em 1807 com Izabella Mniszchówna, cujo dote foi garantido na propriedade de Zabłudów. O divórcio dos cônjuges em 1808 resultou em um processo de propriedade de longo prazo, como resultado do qual Izabella, do segundo casamento do conde Demblińska, em vez das somas e juros devidos, em 1819 comprou Zabłudów com as terras que lhe pertenciam. Em 1824, o mosteiro de Zabłudów, fechado durante três anos devido a danos causados por um incêndio, foi formalmente encerrado. Devido à participação dos Demblinskis na Revolta de Novembro, Zabłudów foi confiscada pelos russos em 1831. Em 1856, Aleksander Kruzensztern comprou a propriedade de Zabłudów. No século XIX, houve um rápido aumento do número de judeus na cidade, que no final do século constituía 60% da população. Na segunda metade do século XIX, a cidade tornou-se um centro industrial e a antiga residência barroca dos príncipes Radziwiłł foi reconstruída no espírito da paisagem. O palácio barroco Radziwiłł foi demolido, deixando apenas o anexo (ou parte dele), servindo inicialmente como tribunal. Mais tarde, uma nova mansão foi erguida mais ao sul. O trabalho de enriquecimento do parque foi continuado no início do século XX pelo filho de Aleksander Kruzensztern. Após sua morte sem filhos, sua sobrinha, Zofia, nascida Rudigers, Manteuffel-Szoege, herdou a propriedade e permaneceu como proprietária até 1944. Em 15 de agosto de 1915, a mansão foi incendiada pelas tropas russas em fuga.

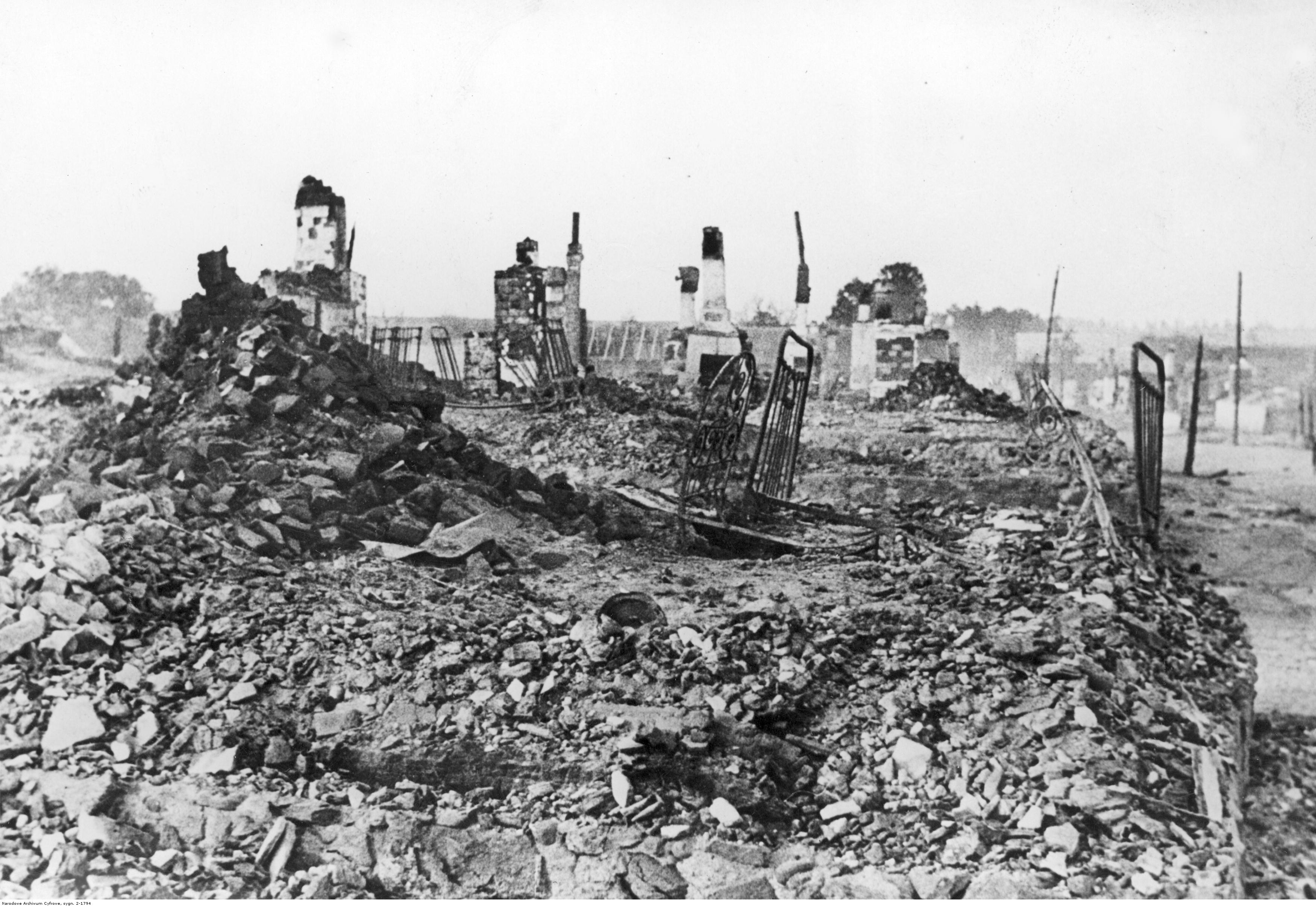
Destruição durante a Segunda Guerra Mundial

A partir de 1918, Zabłudów estava na Polônia independente, em 1939–1941 sob a ocupação soviética e depois alemã (1941–1944). Em 24 de junho de 1941, entre outros, o monumento mais valioso de Zabłudów — uma grande sinagoga de madeira do século XVII foi incendiada. Em janeiro de 1942, os alemães estabeleceram um gueto para a população judaica localizado no curtume dos irmãos Białystok. Durante a liquidação do gueto em 2 de novembro de 1942, cerca de 1 400 judeus foram transportados para um campo de trânsito em Białystok, e de lá para o campo de extermínio de Treblinka. 50% da cidade foi destruída durante a guerra. Em 1944 a cidade foi ocupada pelo Exército Vermelho.
Em 1965, o chamado milagre de Zabłudów ocorreu na cidade. O Milagre de Zabłudów é uma série de fenômenos inexplicáveis que ocorreram em 1965 nas proximidades da cidade. Em meados de maio, a informação se espalhou pela cidade de que a menina Jadwiga Jakubowska teve uma visão da Virgem Maria, durante a qual outra aparição foi anunciada em 30 de maio de 1965. Cerca de mil pessoas da voivodia de Białystok vieram à cidade. Houve confrontos entre a milícia, que usou gás lacrimogêneo, e pessoas atirando pedras nos carros da polícia. O milagre de Zabłudowski nunca foi reconhecido pela Igreja Católica.

## Praça do Mercado

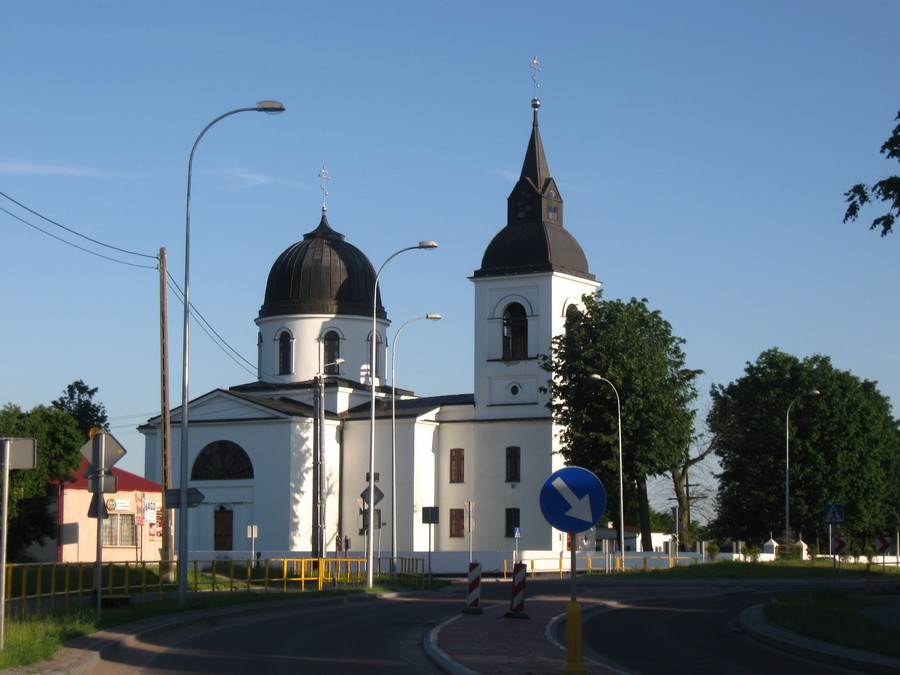
Igreja paroquial ortodoxa da Dormição da Mãe de Deus

A praça do mercado em Zabłudów tem a sua forma atual desde a sua criação, que deve a Grzegorz Chodkiewicz. Era grande naquela época, assemelhando-se a um quadrado; em suas extremidades, pares de ruas foram demarcados de cada esquina, que convergiam em ângulos retos. Na sua parte nordeste, a igreja paroquial de Assunção da Bem-Aventurada Virgem Maria (em tempos posteriores a igreja recebeu o nome dos Santos Apóstolos Pedro e Paulo). No lado sudeste da praça, há uma igreja ortodoxa da Dormição da Mãe de Deus; a paróquia ortodoxa no mosteiro de Zabłudowski foi criada ao mesmo tempo que a igreja latina.
Em 1608, Krzysztof Radziwiłł fundou a igreja calvinista, localizada entre a praça da cidade e o lago da mansão.
Havia dois cemitérios judaicos em Zabłudów. O primeiro deles, não mais existente, estava localizado no centro da cidade, o segundo — do século XIX, estava localizado na parte sudoeste da cidade.
Entre dezembro de 1913 e março de 1914, a praça do mercado e duas ruas foram iluminadas com lampiões a gás. Duas lanternas foram colocadas na praça e uma, nas ruas Białostocka e Surażska.
Em 2009, o arranjo das ruas Białostocka, Rynek, Mickiewicza e Bielska foi reconstruído, com a construção de uma rotatória (parte da estrada nacional n.º 19 e início da estrada provincial n.º 685).

## Demografia
Conforme os dados do Escritório Central de Estatística da Polônia (GUS) de 31 de dezembro de 2024, Zabłudów é uma cidade muito pequena com uma população de 2 476 habitantes (27.º lugar na voivodia da Podláquia e 798.º na Polônia), tem uma área de 14,3 km² (26.º lugar na voivodia da Podláquia e 456.º lugar na Polônia) e uma densidade populacional de 173 hab./km² (30.º lugar na voivodia da Podláquia e 881.º lugar na Polônia). Nos anos 2002–2024, o número de habitantes aumentou 2,1%.
Os habitantes de Zabłudów constituem cerca de 1,56% da população do condado de Białystok, constituindo 0,22% da população da voivodia da Podláquia.
| Descrição                         | Total      | Total    | Mulheres   | Mulheres | Homens     | Homens   |
| --------------------------------- | ---------- | -------- | ---------- | -------- | ---------- | -------- |
| unidade                           | habitantes | %        | habitantes | %        | habitantes | %        |
| população                         | 2 476      | 100      | 1 273      | 51,4     | 1 203      | 48,6     |
| superfície                        | 14,3 km²   | 14,3 km² | 14,3 km²   | 14,3 km² | 14,3 km²   | 14,3 km² |
| densidade populacional (hab./km²) | 173        | 173      | 88,9       | 88,9     | 84,1       | 84,1     |

Conforme o censo de 1921, a cidade era habitada por 2 861 pessoas, incluindo 911 católicos, 132 ortodoxos, 1 817 judeus e um evangélico. Ao mesmo tempo, 1 182 habitantes declararam nacionalidade polonesa, 43 bielorrussos, 1 617 judeus, 18 russos e um alemão. Havia 490 edifícios residenciais.
Segundo dados de 30 de junho de 2012, a cidade tinha 2 500 habitantes.

## Monumentos históricos

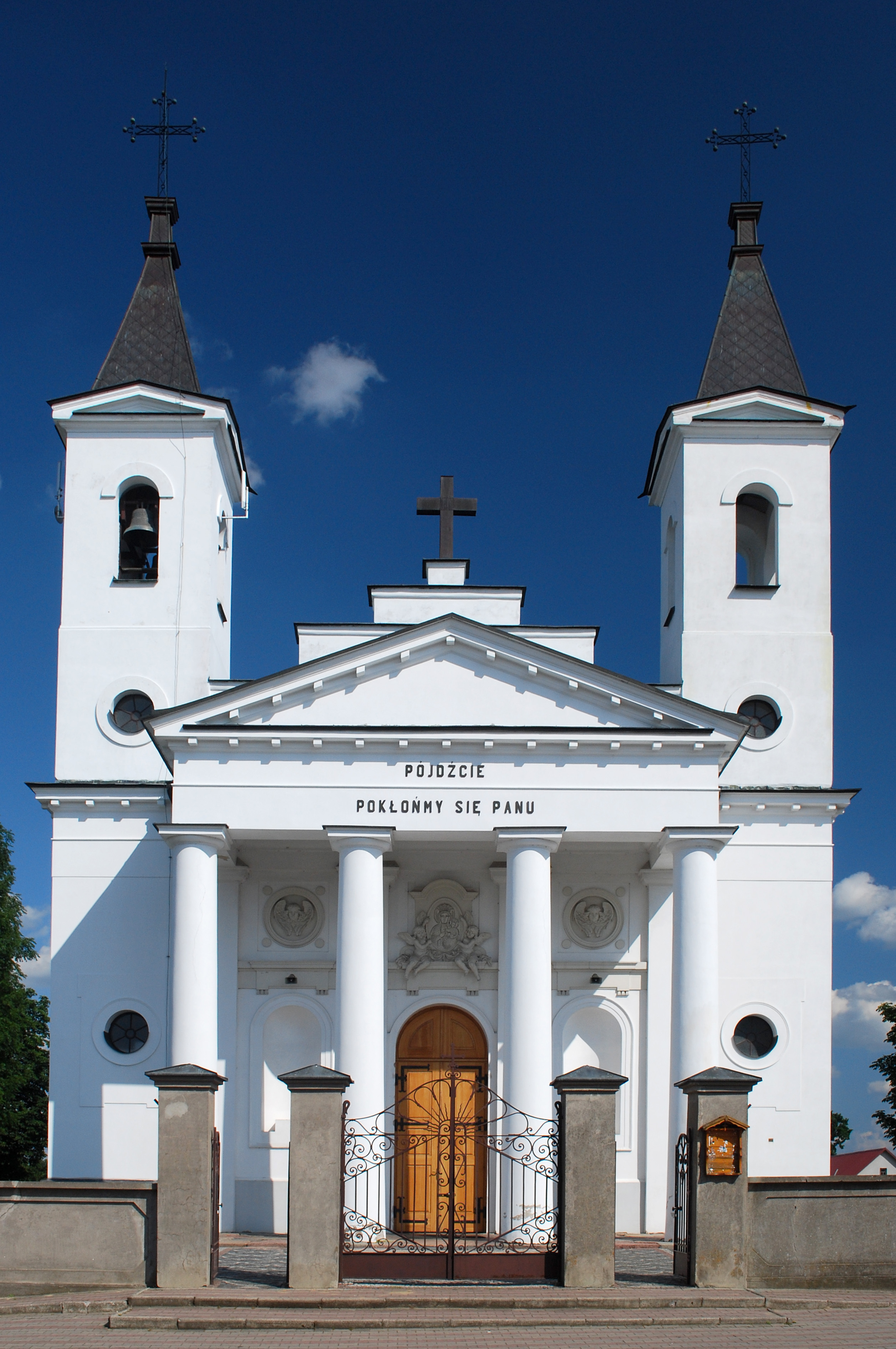
Igreja paroquial dos Santos Pedro e Paulo

- Igreja paroquial dos Santos Pedro e Paulo — uma igreja classicista localizada na praça principal, construída nos anos 1805–1840. Muro da igreja do início do século XX.[17]
- Igreja ortodoxa paroquial da Dormição da Santa Mãe de Deus — situada no lado oposto da igreja católica, construída nos anos de 1847–1855, com elementos da arquitetura rutena.[18]
- Capela de Santa Maria Madalena — localizada no cemitério católico-ortodoxo, originalmente católico-grego, agora católico, barroco, construída na segunda metade do século XVIII. O cemitério é murado, com portão de 1848.[19]
- Cemitério e capela de São Roque — uma capela classicista construída em 1850. O muro do cemitério e o portão da mesma época. No cemitério há uma lápide da mulher polonesa mais velha, Katarzyna Piotrowska, que morreu em 1852 aos 113 anos.[20]
- Restos do complexo senhorial — um parque paisagístico da segunda metade do século XIX, a sudeste da praça perto do estádio.
- Cemitério judaico — localizado atrás de Zabłudów. Lápides históricas e o túmulo do rabino.[21]
- Sinagoga de madeira da primeira metade do século XVII foi um dos edifícios mais valiosos de seu tipo na Polônia. Ela foi destruída pelos alemães em junho de 1941.[22]

## Transportes

### Transporte rodoviário

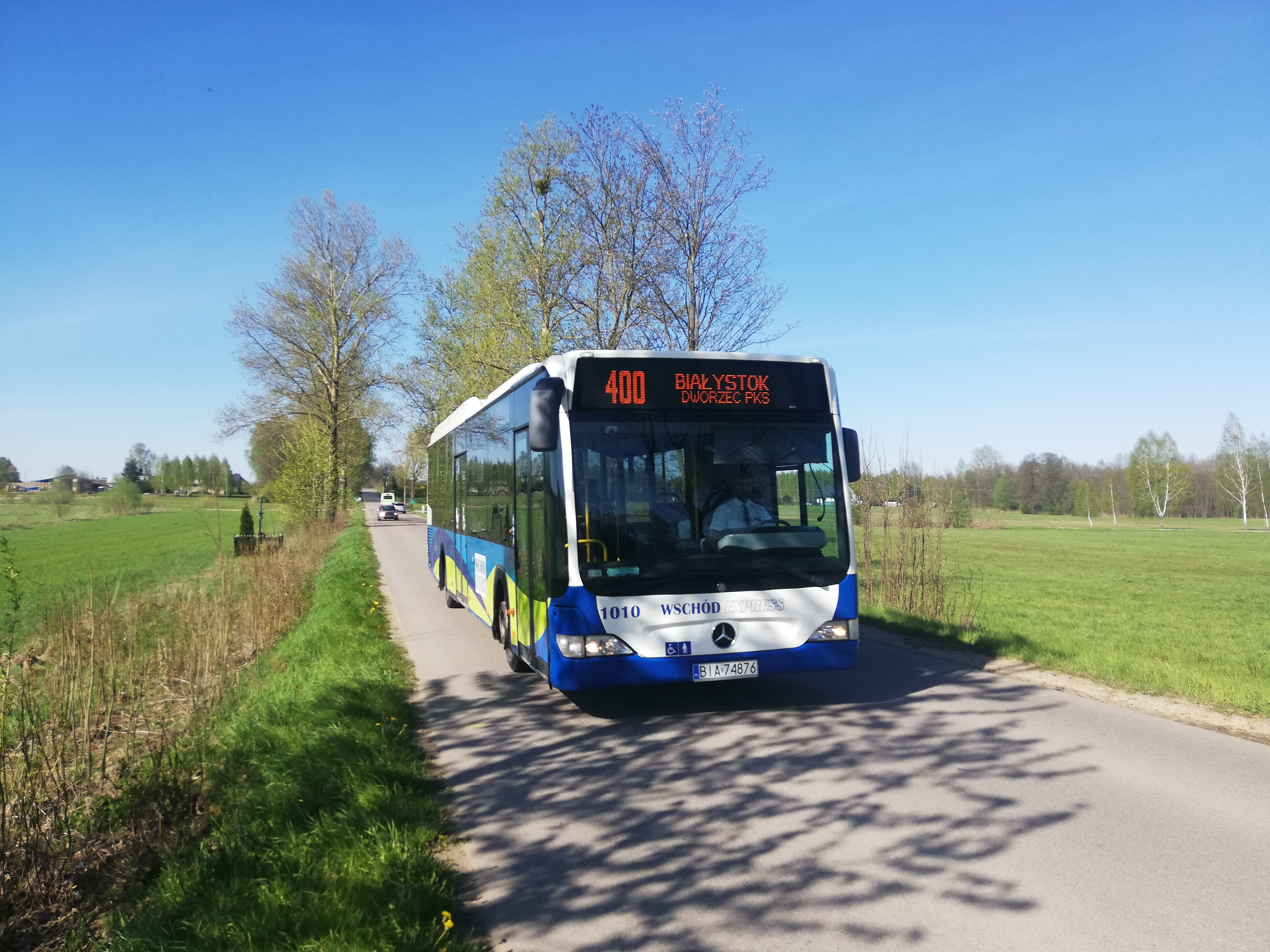
Ônibus da empresa Wschód Express

- Zabłudów — Narew — Hajnówka — Kleszczele
- Rzeszów — Lublin — Białystok — Kuźnica Białostocka

### Transporte por ônibus
- 413 - 416 Zabłudów - Białystok (via diferentes localidades, dependendo da linha)
- 471 Zabłudów - Rafałówka
- 472 Zabłudów - Rzepniki - Pasynki - Zabłudów
- 474 Zabłudów - Gnieciuki - Pawły - Ryboły - Zabłudów
- 475 Zabłudów Rynek - Małynka - Olszanka - Żywkowo - Zabłudów Rynek
- 476 Zabłudów - Krasne - Folwark Wlk. - Zabłudów Rynek[23]

## Galeria

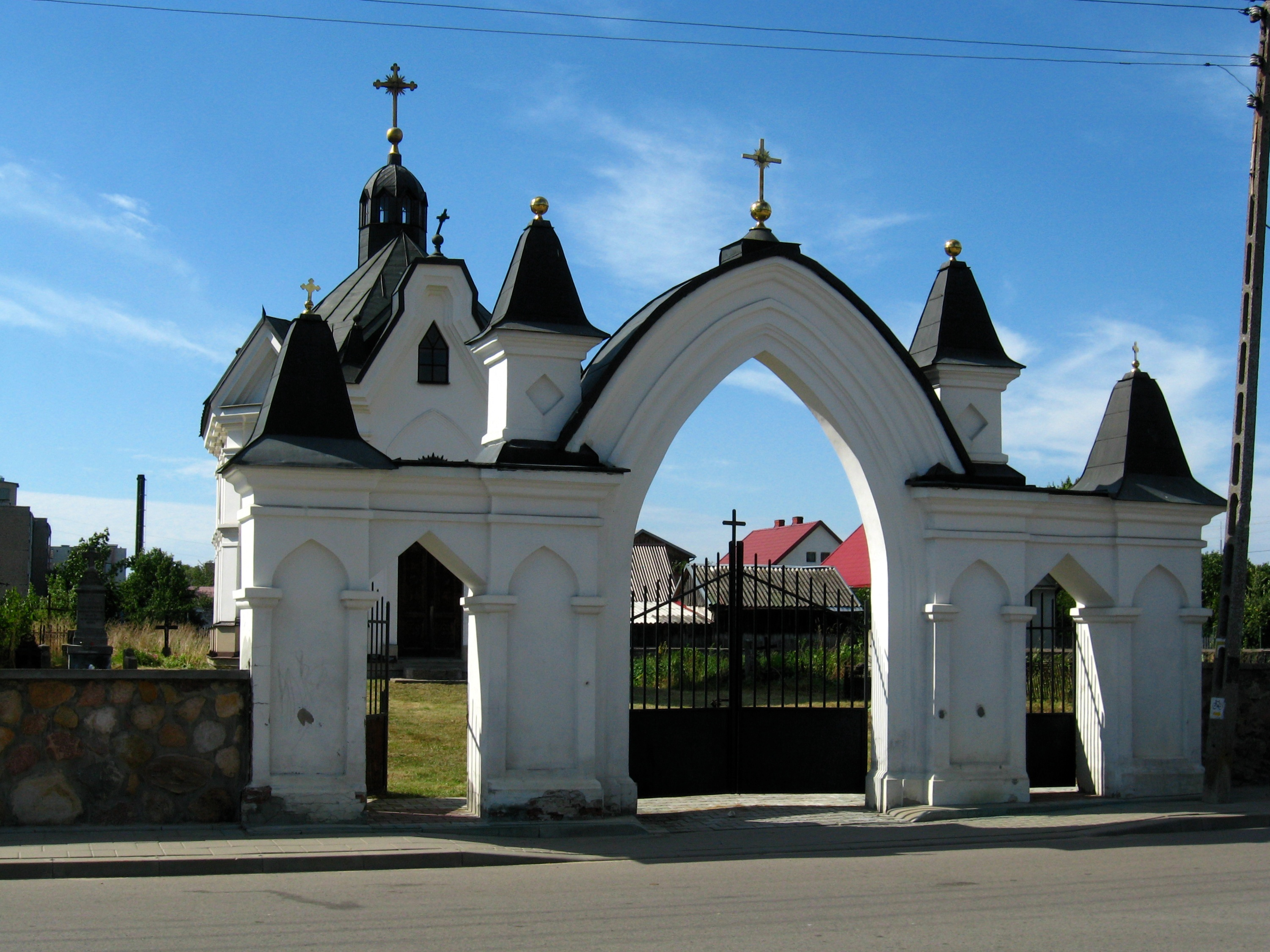
Portão do cemitério de São Roque em Zabłudów, ao fundo - uma capela de 1850.
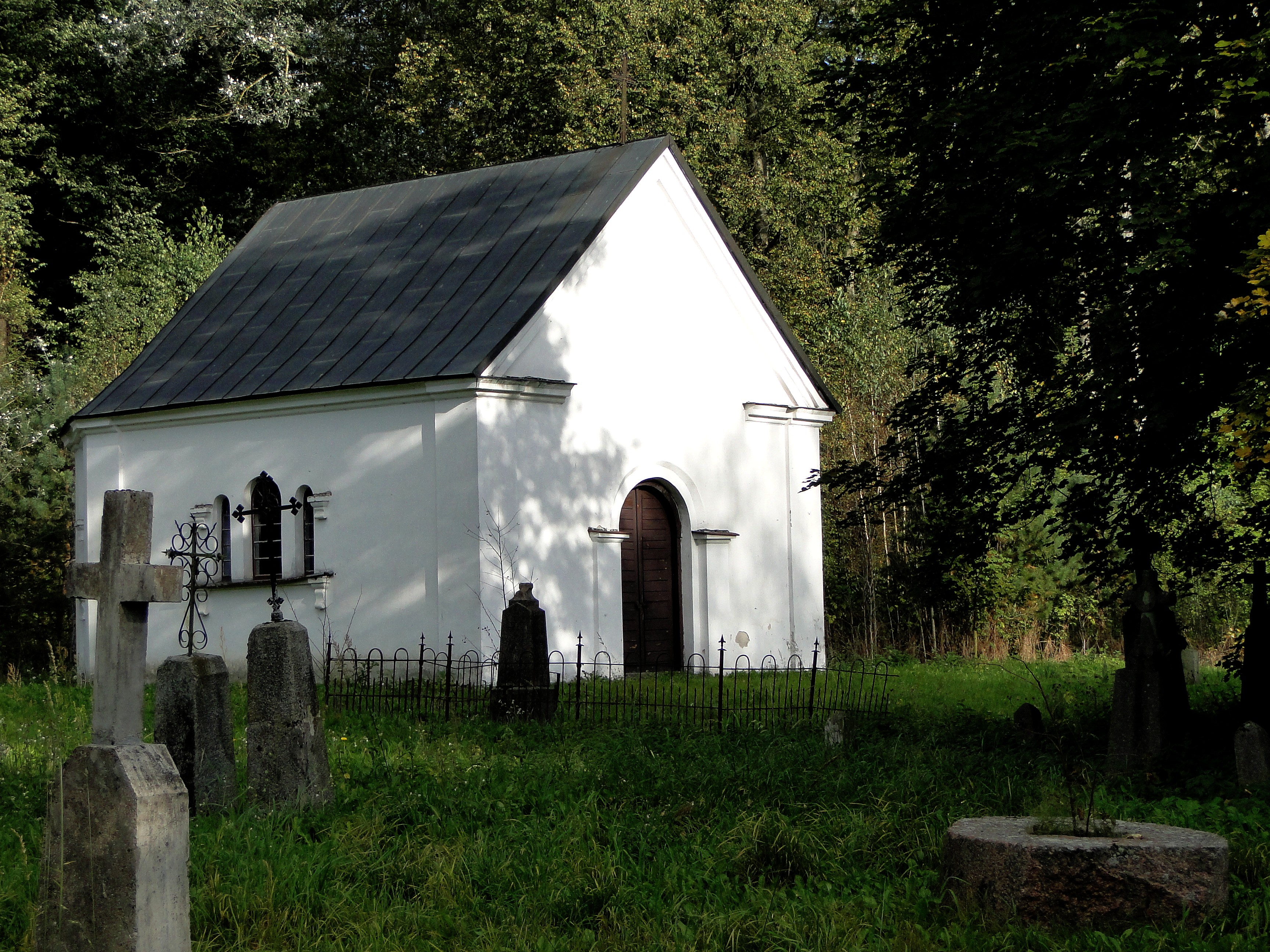
Capela do cemitério de Santa Maria Madalena de 1848.
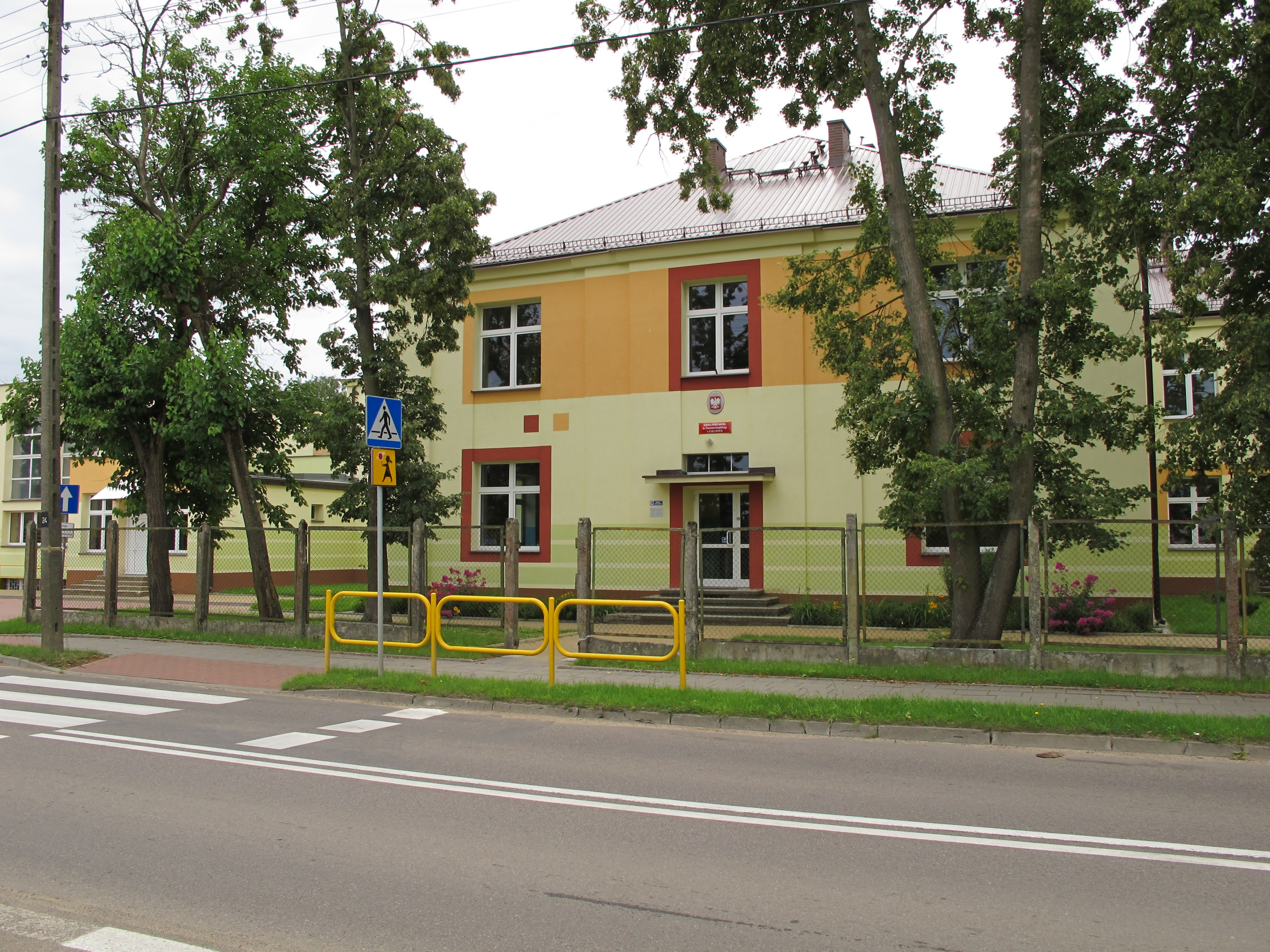
Complexo escolar e jardim de infância em Zabłudów
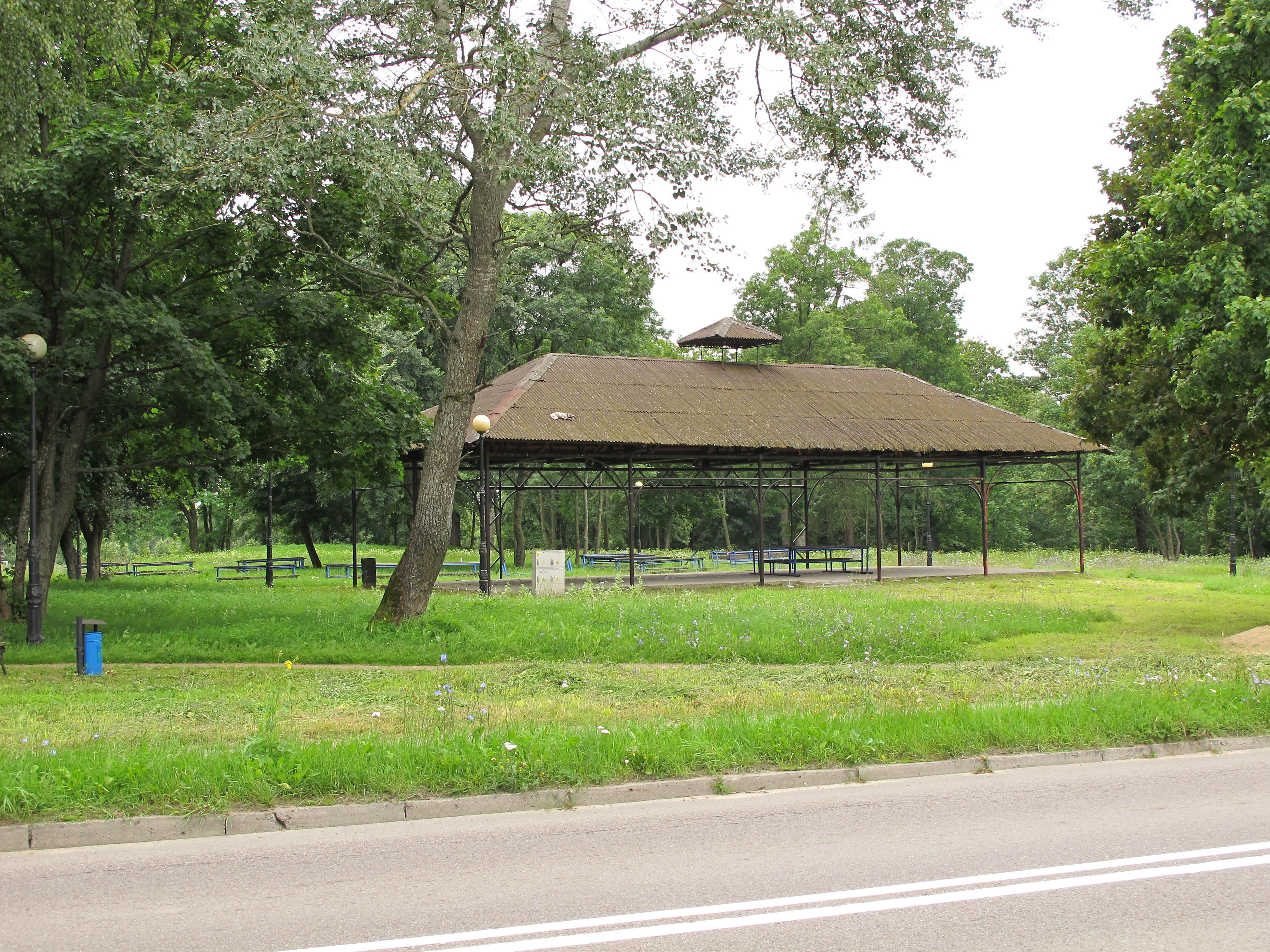
Palco no parque na rua Mickiewicza em Zabłudów
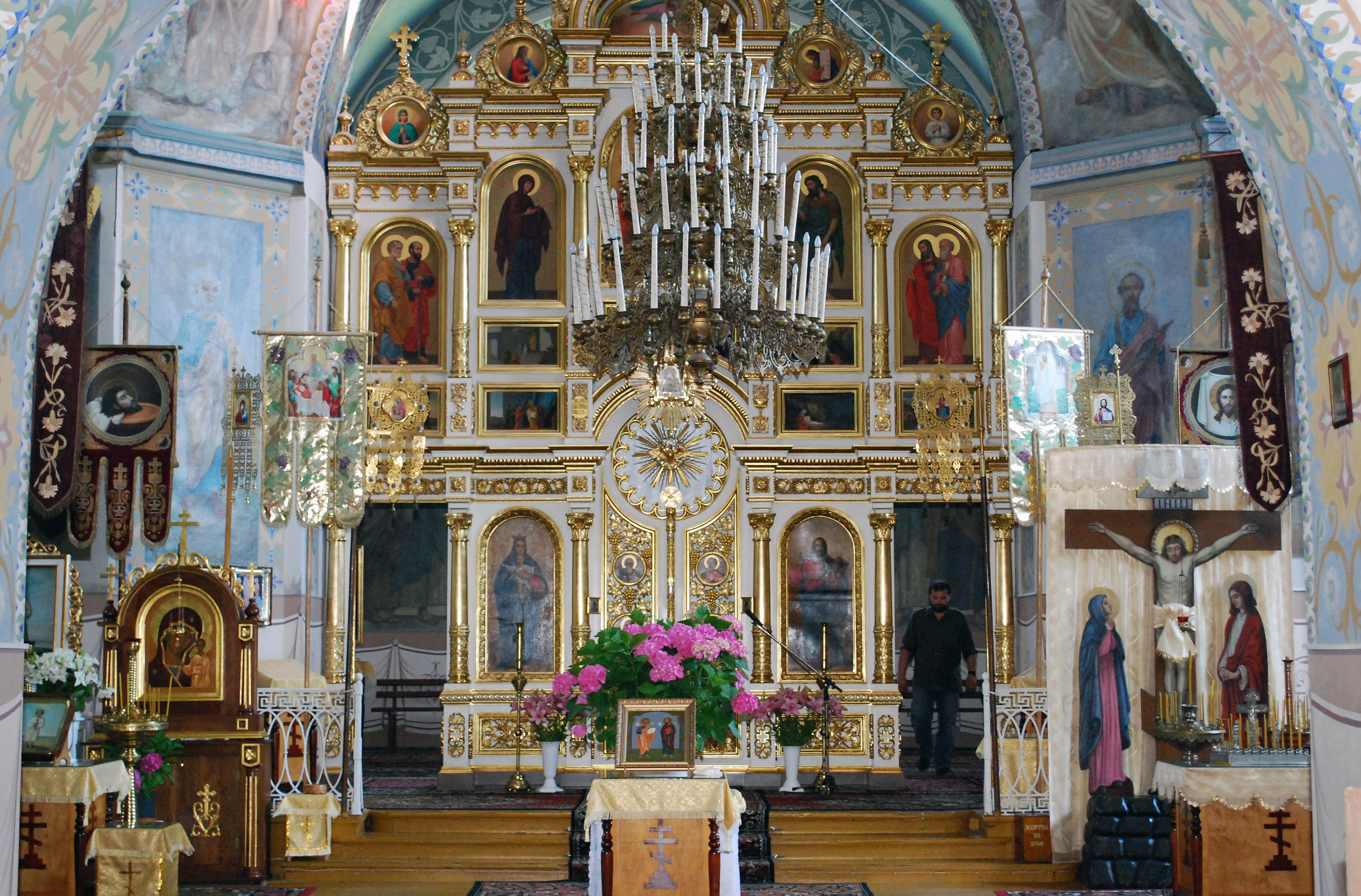
Interior da igreja ortodoxa em Zabłudów